# Province de Maipo
Pour les articles homonymes, voir Maipo.
La province de Maipo est une province chilienne située au sud de la région métropolitaine de Santiago. Elle a une superficie de 1 120,5 km² pour une population de 378 444 habitants (estimation de l'I.N.E pour 2005). Sa capitale provinciale est la ville de San Bernardo. Son gouverneur est Leonel Cadiz Soto.

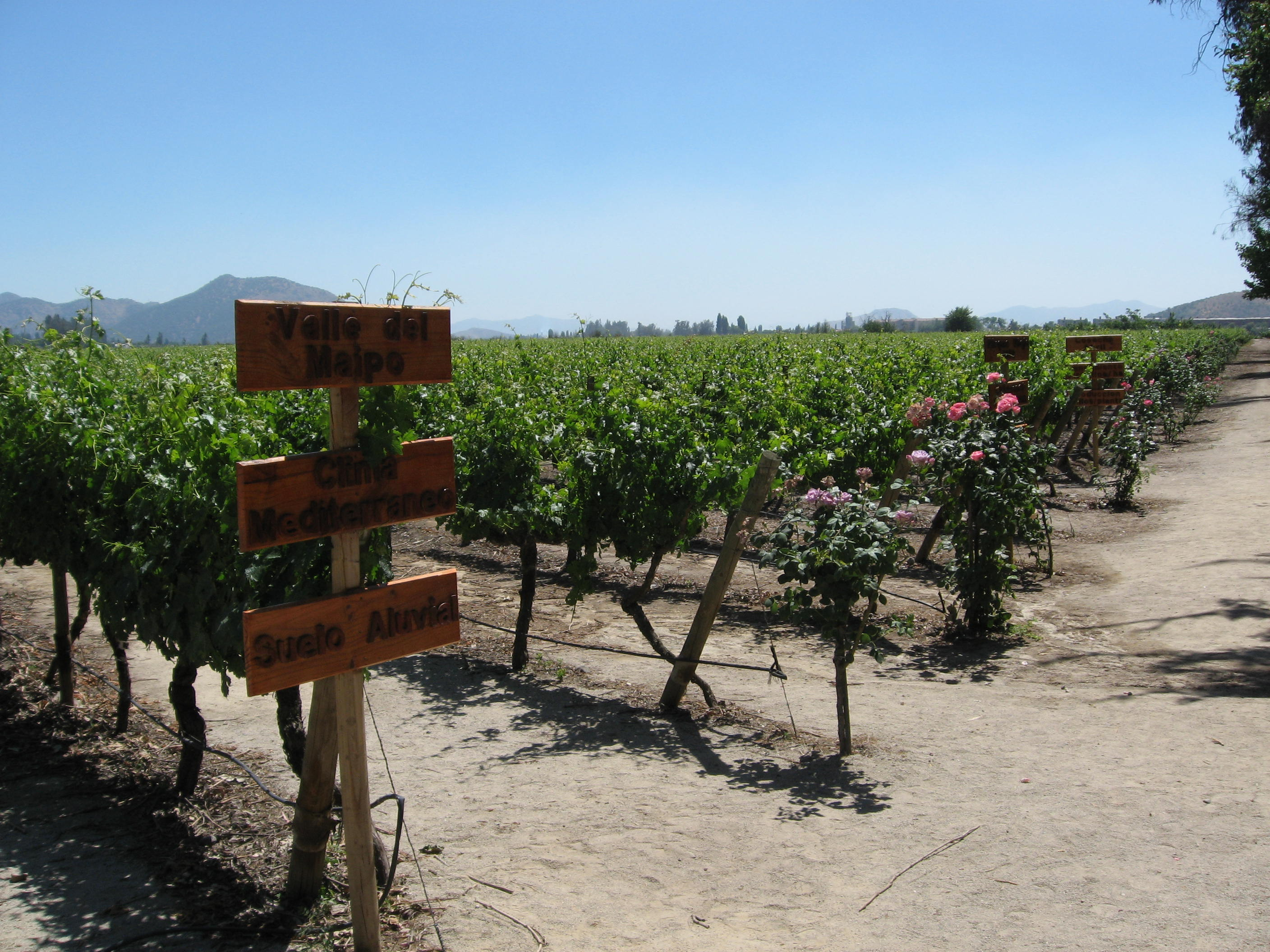
Concha Y Toro dans la vallée de Maipo

## Communes
La province de Maipo est divisée en quatre communes :
- San Bernardo ;
- Buin ;
- Paine ;
- Calera de Tango.